# Yountville
Yountville è una città degli Stati Uniti d'America situata nella Contea di Napa, nello Stato della California.